# إبرهارد رودت
إيبرهارد رودت (4 ديسمبر 1895 - 14 ديسمبر 1979) جنرالًا ألمانيًا خلال الحرب العالمية الثانية يقود عدة فرق. وقد حصل على وسام الفارس الصليبي الحديدي بأوراق البلوط لألمانيا النازية.

## الجوائز والأوسمة
- الصليب الحديدي (1914) الدرجة الثانية (30 يوليو 1915) والدرجة الأولى (10 أغسطس 1918) [1]
- مشبك الصليب الحديدي من الدرجة الثانية (21 مايو 1940) والدرجة الأولى (21 مايو 1940)
- الصليب الألماني في الذهب في 23 أغسطس 1942 باسم أوبرست في 22. لواء شوتزن [2]
- وسام الفارس الصليبي الحديدي بأوراق البلوط
  - صليب الفارس في 25 يونيو 1940 بصفته أوبرستلوتنانت وقائد Aufklärungs-Abteilung 25 [3]
  - باوراق البلوط في 28 أبريل 1945 بصفته Generalleutnant وقائد عام 15. قسم بانزرجرينادير [4]

### اقتباسات
1. ↑  Thomas 1998, p. 216.
2. ↑  Patzwall & Scherzer 2001, p. 381.
3. ↑  Fellgiebel 2000, p. 293.
4. ↑  Fellgiebel 2000, p. 84.

### قائمة المراجع
- Fellgiebel, Walther-Peer (2000) [1986]. Die Träger des Ritterkreuzes des Eisernen Kreuzes 1939–1945 — Die Inhaber der höchsten Auszeichnung des Zweiten Weltkrieges aller Wehrmachtteile [The Bearers of the Knight's Cross of the Iron Cross 1939–1945 — The Owners of the Highest Award of the Second World War of all Wehrmacht Branches] (بالألمانية). Friedberg, Germany: Podzun-Pallas. ISBN:978-3-7909-0284-6.
- Patzwall, Klaus D.; Scherzer, Veit (2001). Das Deutsche Kreuz 1941 – 1945 Geschichte und Inhaber Band II [The German Cross 1941 – 1945 History and Recipients Volume 2] (بالألمانية). Norderstedt, Germany: Verlag Klaus D. Patzwall. ISBN:978-3-931533-45-8.
- Thomas, Franz (1998). Die Eichenlaubträger 1939–1945 Band 2: L–Z [The Oak Leaves Bearers 1939–1945 Volume 2: L–Z] (بالألمانية). Osnabrück, Germany: Biblio-Verlag. ISBN:978-3-7648-2300-9.

| مناصب عسكرية    | مناصب عسكرية                | مناصب عسكرية    |
| --------------- | --------------------------- | --------------- |
| سبقه {{{سبقه}}} | {{{العنوان}}} {{{الأعوام}}} | تبعه {{{تبعه}}} |
| سبقه {{{سبقه}}} | {{{العنوان}}} {{{الأعوام}}} | تبعه {{{تبعه}}} |
| سبقه {{{سبقه}}} | {{{العنوان}}} {{{الأعوام}}} | تبعه {{{تبعه}}} |